# Bryan Reynolds (Fußballspieler)
Bryan Keith Reynolds junior (* 28. Juni 2001 in Fort Worth, Texas) ist ein US-amerikanischer Fußballspieler auf der Position eines Abwehrspielers. Seit Juli 2022 spielt er (zunächst im Rahmen einer Ausleihe) beim belgischen Erstdivisionär KVC Westerlo.

## Vereinskarriere

### Karrierebeginn in Texas und Wechsel nach Dallas
Bryan Reynolds wurde am 28. Juni 2001 als Sohn des Afroamerikaners Keith Reynolds und einer weißen Mutter im Harris Hospital in der Großstadt Fort Worth im US-Bundesstaat Texas geboren. Sein Vater, Keith, spielte in seiner Jugend selbst Fußball. So gehörte er der Fußballmannschaft der Arlington Heights High School aus Fort Worth an, war US-amerikanischer Juniorennationalspieler und spielte vier Jahre lang unter Schellas Hyndman an der Southern Methodist University. Später wurde Keith Reynolds als Trainer im Nachwuchsfußball aktiv und kam in solcher Funktion zum Major-League-Soccer-Franchise FC Dallas. Noch in jungen Jahren begann Bryan Reynolds, der nahe der Horne Street aufgewachsen war, mit dem Fußballspielen, wobei er anfänglich von seinem Vater trainiert wurde und danach, neben seiner schulischen Laufbahn und seiner dortigen Fußballkarriere, auch bei einem Ausbildungsverein innerhalb der Arlington Soccer Association aktiv war. Im Alter von elf Jahren kam Reynolds, der bis zu diesem Zeitpunkt auch für ein YMCA-Team gespielt hatte und neben seiner schulischen Laufbahn im Geschäft seines Großvaters mitgeholfen hatte, im Nachwuchsbereich des FC Dallas unter und schaffte im Jahr 2015 den Sprung in die Akademie des Franchises. Auch sein jüngerer Bruder Ty (* 2004) kam im Jahre 2016 beim FC Dallas unter und tritt seitdem ebenfalls in dessen Akademie in Erscheinung. Des Weiteren hat er auch eine ältere Schwester. Im Laufe seiner Jugend zog die Familie oftmals innerhalb der Region um, auch um den Kindern das Fußballtraining zu erleichtern.

### Vom torgefährlichen Offensivspieler zum Rechtsverteidiger
Dort agierte der in The Colony bzw. Little Elm wohnhaft gewesene Reynolds äußerst torgefährlich. Zu dieser Zeit noch vorrangig als Stürmer und Flügelspieler eingesetzt, brachte er es in der Saison 2015/16 für die U-13-/U-14-Akademiemannschaft zu 22 Meisterschaftseinsätzen, von denen er bis auf eine Begegnung stets von Beginn an auf dem Rasen war, und kam dabei auf ebenso 22 Treffer. Aufgrund seines Offensivtalents wurde er auch noch in sechs Spielen der regulären Saison in der U-15-/U-16-Mannschaft eingesetzt, wobei er dreimal zum Torerfolg kam. Danach war er auch noch an vier Play-off-Spielen für besagtes Team zum Einsatz und kam außerdem in dieser Spielzeit zu seinem Debüt in der U-17-/U-18-Mannschaft. Mit dem U-15-/U-16-Squad gewann er die U.S. Soccer Development Academy Championship und erzielte fünf Tore in drei Spielen des Generation Adidas Cup in Kansas City, Missouri für die U-17-/U-18-Mannschaft.
In der Spielzeit 2016/17 kam Reynolds, laut der offiziellen Webpräsenz der U.S. Soccer Development Academy, nur zu verhältnismäßig wenigen Einsätzen in den Akademiemannschaften der Texaner. Dazu zählen drei Spiele der regulären Saison und ein Play-off-Spiel der U-15-/U-16-Mannschaft, sowie drei Spiele der regulären Saison der U-17-/U-18-Mannschaft für die er auch ein Tor erzielte. Einen Großteil seiner aktiven Zeit in diesem Jahr verbrachte er vorrangig in den U-16- und U-17-Nationalmannschaften seines Heimatlandes. Am 22. November 2016 wurde der zu diesem Zeitpunkt 15-Jährige als 17. Homegrown Player des Franchises mit einem Profivertrag ausgestattet. Zudem war er noch vor Jesús Ferreira, der nur wenige Tage zuvor seinen ersten Profivertrag unterzeichnet hatte, mit 15 Jahren und 147 Tagen der jüngste jemals verpflichtete Spieler im Profikader. Danach hatte er zwar die Möglichkeit mit dem Profikader mitzutrainieren, verbrachte jedoch einen Großteil seiner Zeit an der Akademie oder in den Nationalteams. Für die U-18-/U-19-Akademiemannschaft hatte er es in der Spielzeit 2017/18 auf 15 Meisterschaftseinsätze und vier -tore, sowie drei Auftritte in den Play-offs gebracht. Nachdem er im Spieljahr 2017 in keinem einzigen Pflichtspiel der Texaner beteiligt gewesen war, saß er im Spieljahr 2018 erst zwei Runden vor Saisonende zum ersten Mal in einem Ligaspiel auf der Ersatzbank des FC Dallas.

### Erfolge mit dem North Texas SC
Um Spielpraxis zu sammeln wurde Reynolds noch zu Saisonbeginn 2019 an den North Texas SC, der als Reserveteam des FC Dallas fungiert und in der USL League One in Erscheinung tritt, abgegeben. Dort trat er in weiterer Folge als Rechtsverteidiger und Stammspieler an. Sein Profidebüt gab er bereits im ersten Saisonspiel, einem 3:2-Sieg über die Chattanooga Red Wolves, und wurde von seinem Trainer, Eric Quill, bis Mitte Mai in fünf Partien über die vollen 90 Minuten eingesetzt, wobei der North Texas SC jedes dieser Spiele gewann. Zu ersten Einsätzen in der MLS-Mannschaft kam er daraufhin ebenfalls im Spieljahr 2019, nachdem Óscar Pareja durch Luchi Gonzalez, den bisherigen Akademiedirektor des Franchises, als Trainer der Profimannschaft ersetzt worden war, und Reynolds nach erfolgreichen Spielen beim Farmteam in den MLS-Kader zurückgeholt worden war. Es dauerte bis Mitte Mai 2019, ehe Reynolds nach über einem halben Jahr wieder in einem Pflichtspiel der MLS-Profis auf der Ersatzbank saß. Am 19. Mai 2019 kam er daraufhin bei einem 1:1-Heimremis gegen den Los Angeles FC zu seinem MLS-Debüt, als er in der 89. Spielminute für Jesús Ferreira eingewechselt wurde. Bereits bei seinem zweiten Einsatz, sechs Tage später, machte der abermals als Ersatzspiele eingesetzte Rechtsverteidiger die Vorlage zu Dominique Badjis Treffer zum 1:2-Endstand gegen die Vancouver Whitecaps.
Danach gehörte er bis zur 26. Meisterschaftsrunde der MLS-Mannschaft an und saß in jedem Spiel auf der Ersatzbank, von der er nur unregelmäßig zu Kurzeinsätzen kam. Bei seinem längsten Einsatz, einem 3:3-Remis gegen Montreal Impact am 17. August 2019, fungierte er über eine Halbzeit als Linksaußen. Bis zur 26. Runde hatte er es auf 110 Einsatzminuten (bei zehn Spielen) in der höchsten nordamerikanischen Fußballliga gebracht und hatte zudem zwei Partien im Lamar Hunt U.S. Open Cup 2019 absolviert. Ende August wurde er ein weiteres Mal an den noch immer an der Tabellenspitze stehenden North Texas SC verliehen und feierte gleich mit einem 5:0-Kantersieg über South Georgia Tormenta, bei dem er über die vollen 90 Minuten auf dem Rasen war und ein Tor, sowie eine Torvorlage beisteuerte, seinen Einstand. Danach kam der Rechtsverteidiger bis zum Ende der regulären Spielzeit noch in vier weiteren Meisterschaftsspielen zum Einsatz, wobei ihm eine weitere Torvorlage gelang. Mit dem Franchise rangierte er am Ende der regulären Spielzeit überlegen auf dem ersten Tabellenplatz und trat daraufhin mit der Mannschaft an den saisonabschließenden Play-offs an. In diesen agierte er weiterhin als Stammkraft in der Defensive und absolvierte sowohl das Halbfinalspiel gegen Forward Madison, als auch das Finale gegen Greenville Triumph über die volle Spieldauer. Nach einem 1:0-Sieg über Greenville krönte sich der North Texas SC zum ersten Meister der noch jungen USL League One.

### Vertragsverlängerung, Probetraining beim FC Bayern München und Interesse aus der Serie A
Bereits einen Monat vor dem Titelgewinn mit dem North Texas SC wurde sein Vertrag beim FC Dallas, wobei Reynolds einen neuen Vierjahresvertrag mit der Option auf ein weiteres Jahr unterzeichnete. Wenige Tage nach dem Titelgewinn mit den Texanern gab der deutsche Bundesligist FC Bayern München, der seit Februar 2018 eine Kooperation mit dem FC Dallas betreibt, die Aufnahme von Edwin Cerrillo, Ricardo Pepi, Thomas Roberts und Bryan Reynolds zu einem zweiwöchigen Probetraining bekannt. In den ersten beiden Meisterschaftsspielen im Spieljahr 2020 saß Reynolds uneingesetzt auf der Ersatzbank, ehe der Ligabetrieb aufgrund der COVID-19-Pandemie für die nächsten fünf Monate unterbrochen wurde. Ende August bzw. Anfang September noch als Ersatzspieler unter Trainer Luchi Gonzalez im Einsatz avancierte er schnell zu einem Stammspieler auf der Position des rechten Verteidigers und wurde ab der 2:3-Niederlage gegen Minnesota United am 9. September 2020, bei der er auch eine Torvorlage leistete, regelmäßig über die volle Spieldauer eingesetzt. So war er bis zum Ende des verkürzten Spieljahres in allen weiteren Partien seiner Mannschaft im Einsatz gewesen und hatte unter anderem am 14. Oktober bei einem 1:0-Sieg die Vorlage zum spielentscheidenden Tor gemacht und war auch zwei Wochen später bei einem 2:1-Sieg über Inter Miami als Assistgeber beider Treffer seiner Mannschaft beteiligt. Die Mannschaft rangierte am Ende der regulären Saison auf dem sechsten Tabellenplatz der Western Conference und qualifizierte sich dadurch für die saisonabschließenden Play-offs. In diesen war Reynolds abermals in allen Spielen seiner Mannschaft als Stammkraft im Einsatz; das Team unterlag im zweiten Spiel, den Western-Conference-Semifinals, den Seattle Sounders mit 0:1.

### Wechsel zur AS Rom
Wenige Tage zuvor wurde Reynolds im November 2020 mit diversen italienischen Klubs, allen voran dem italienischen Erstligisten Juventus Turin, in Verbindung gebracht. Bei diesem spielte zu diesem Zeitpunkt mit Weston McKennie (Leihspieler des FC Schalke 04) bereits ein weiterer US-Amerikaner, der ebenfalls aus der Akademie des FC Dallas stammt. Am 1. Februar 2021 wechselte Reynolds auf Leihbasis mit anschließender Kaufverpflichtung zur AS Rom. Bei Roma wird er anfangs für sechs Monate auf Leihbasis engagiert sein, ehe die Rechte am Spieler im Sommer 2021 zur Gänze an den italienischen Topklub gehen. Die Giallorossi bezahlten für Reynolds eine Ablösesumme von rund sieben Millionen Euro zuzüglich einer 15-prozentigen Weiterverkaufsbeteiligung zugunsten des FC Dallas. Reynolds geht am Ende seiner Leihzeit in einen Viereinhalbjahresvertrag bei den Italienern über. Die Leihgebühr für Reynolds beträgt 100.000 Euro und die nachfolgende Kaufpflicht 6,75 Millionen Euro. Der Deal beinhaltet außerdem verschiedene leistungsbezogene Klauseln, die am Ende einen Gesamtwert von 5,65 Millionen Euro erreichen könnten. Mit dieser Ablösesumme wurde Reynolds zum teuersten US-Profi, der jemals die MLS verlassen hat und hinter Alphonso Davies der zweitteuerste Spieler aus einer MLS-Akademie. Nach Michael Bradley und Gennaro Nigro ist Reynolds der dritte US-amerikanische Spieler in der zum Zeitpunkt seines Wechsels 93-jährigen Geschichte der AS Rom.
Im Rest der Saison 2020/21 kam er 5 von 18 möglichen Ligaspielen. In der neuen Saison 2021/22 blieb es bei einem Einwechselung kurz vor Spielende bei einem Ligaspiel sowie bei einem Qualifikationsspiel zur Conference League und einem Spiel der Conference League. Mitte Januar 2022 wurde eine Ausleihe für den Rest der Saison zum belgischen Erstdivisionär KV Kortrijk vereinbart. Reynolds wurde in 9 von 12 möglichen Ligaspielen von Kortrijk eingesetzt.
Die Ausleihe wurde nicht verlängert. Mitte Juni 2022 wurde eine neue Ausleihe mit dem Aufsteiger in die Division 1A KVC Westerlo für die Saison 2022/23 vereinbart. Reynolds bestritt 32 von 40 möglichen Ligaspielen sowie zwei Pokalspiele für Westerlo. Zur neuen Saison 2023/24 kehrte er zunächst zur AS Rom zurück. Ende Juli 2023 wurde ein dauerhafter Wechsel nach Westerlo vereinbart. Er unterschrieb dort einen Vertrag mit einer Laufzeit von vier Jahren. In der Saison 2023/24 bestritt er dort 33 von 39 möglichen Ligaspielen und ein Pokalspiel. In der nächsten Saison waren es 37 von 40 möglichen Ligaspielen, in denen er ein Tor schoss, und ein Pokalspiel mit ebenfalls einem geschossenen Tor.

## Nationalmannschaftskarriere

### U-16
Erste Erfahrungen in einer Nationalauswahl des US-amerikanischen Fußballverbands sammelte Reynolds als 14-Jähriger in der US-amerikanischen U-16-Auswahl, als er im Februar 2016 in zwei Länderspielen gegen Englands U-15 zum Einsatz kam. Nachdem er daraufhin nicht mehr berücksichtigt worden sein dürfte, trat er rund 14 Monate später ein weiteres Mal für die US-amerikanischen U-16-Junioren in Erscheinung. Hierbei absolvierte er am 14. Juni 2017 die volle Spieldauer bei einem 2:1-Sieg über die Alterskollegen aus Guinea und saß zwei Tage später gegen die Niederlande ohne Einsatz auf der Ersatzbank.

### U-17
Mit 14 Jahren, acht Monate und 20 Tagen gab er laut der Webseite transfermarkt.de am 19. März 2016 sein Debüt in der von John Hackworth trainierten US-amerikanischen U-17-Nationalauswahl. Danach dürfte er ebenfalls zu weiteren Einsätzen gekommen sein. Spätestens ab November 2016 gehörte Reynolds als regelmäßig eingesetzter Spieler den US-amerikanischen U-17-Junioren an. So hatte er im November 2016 zwei Einsätze gegen Jamaika, wobei er im zweiten Spiel auch ein Tor für sein Heimatland erzielte. Im März 2017 folgten für Reynolds zwei weitere Länderspieleinsätze gegen Japan, wobei er mit der Mannschaft beide Partien gewinnen konnte und in jedem Spiel eine Torvorlage machte. Bei der nachfolgenden und von April bis Mai 2017 stattfindenden CONCACAF U-17-Meisterschaft 2017 in Panama war Reynolds der jüngste Spieler der US-Amerikaner, sowie einer der jüngsten Spieler des gesamten Turniers. In den ersten beiden Gruppenspielen gegen Jamaika und Mexiko noch nicht im Einsatz, war Reynolds im dritten Gruppenspiel gegen El Salvador über die volle Spieldauer in der Defensive im Einsatz. Nach dem Aufstieg der US-Amerikaner als Sieger der Gruppe C in die nachfolgende Gruppenphase kam Reynolds im dortigen ersten Spiel gegen Honduras abermals nicht zum Einsatz und fand erst wieder im zweiten Gruppenspiel gegen die Alterskollegen aus Kuba Berücksichtigung, als er in der 64. Spielminute als Ersatzspieler ins Spiel kam und in Minute 84 den Treffer zur 5:2-Führung seiner Mannschaft beisteuerte. Als Gruppensieger waren die US-Amerikaner, zusammen mit dem Zweitplatzierten dieser Gruppe, sowie die dem Erst- und Zweitplatzierten der zweiten Gruppe, bereits für die im Oktober 2017 stattfindende U-17-Fußball-Weltmeisterschaft 2017 qualifiziert. Mit seinem Heimatland schaffte er es in weiterer Folge bis ins Finale der CONCACAF U-17-Meisterschaft und unterlag in diesem erst im Elfmeterschießen der U-17-Nationalmannschaft aus Mexiko. Im Finale war Reynolds ab Minute 80 im Einsatz.
Danach folgten für den zu diesem Zeitpunkt 16-Jährigen im August 2016 zwei Einsätze gegen die U-17 aus Chile, ehe er im September 2017 mit der Mannschaft in die offizielle Vorbereitung zur einen Monat später stattfindenden U-17-Weltmeisterschaft einstieg. Hierbei fand er am 29. September bei einer 1:2-Niederlage gegen die starken U-17-Junioren aus Mali, die es im späteren Turnierverlauf bis ins Halbfinale schafften, Berücksichtigung; jedoch abermals nur als Ersatzspieler. Bei der anschließenden Weltmeisterschaft gehörte Reynolds zum 21-köpfigen US-amerikanischen Spieleraufgebot und war dabei abermals der jüngste Spieler der US-Amerikaner, sowie einer der jüngsten Spieler des Turniers. John Hackworth ließ den 16-jährigen Defensivakteur jedoch ausschließlich auf der Bank Platz nehmen und schickte ihn erst im letzten Spiel der US-Amerikaner, einer 1:4-Niederlage gegen Englands U-17-Junioren im Viertelfinale des Wettbewerbs, als Ersatz für Akil Watts zu einem Kurzeinsatz aufs Spielfeld.

### U-18
Im Februar 2018 absolvierte Reynolds unter Omid Namazi zwei Spiele für die US-amerikanische U-18-Auswahl gegen Costa Rica und wurde im August 2018 anlässlich des Václav-Ježek-Gedächtnisturniers von Tab Ramos ein weiteres Mal in den U-18-Kader der Vereinigten Staaten geholt. Im Turnier brachte es Reynolds auf weitere Länderspieleinsätze und gewann mit den US-Amerikanern in weiterer Folge dieses Turnier.

### A-Nationalmannschaft
Sein erstes Länderspiel für die A-Nationalmannschaft bestritt Reynolds am 28. März 2021 bei einem Freundschaftsspiel gegen Nordirland. Beim Gold-Cup 2023 stand er im amerikanischen Kader und bestritt das zweite und dritte Gruppenspiel sowie Achtel- und Viertelfinale.

## Erfolge
mit dem North Texas SC
- Gewinner der regulären Saison der USL League One: 2019
- Meister der USL League One: 2019

mit der U-17-Nationalmannschaft
- Finalist der CONCACAF U-17-Meisterschaft: 2017

mit der U-18-Nationalmannschaft
- Gewinner des Václav-Ježek-Gedächtnisturniers: 2018